# Coelorinchus carminatus
Coelorinchus carminatus és una espècie de peix de la família dels macrúrids i de l'ordre dels gadiformes.

## Morfologia
- Els mascles poden assolir 21,4 cm de llargària total.[5][6]

## Hàbitat
És un peix d'aigües subtropicals que viu entre 210-210 m de fondària.

## Distribució geogràfica
Es troba al nord-oest de l'Atlàntic.